# Trophée Miguel Muñoz

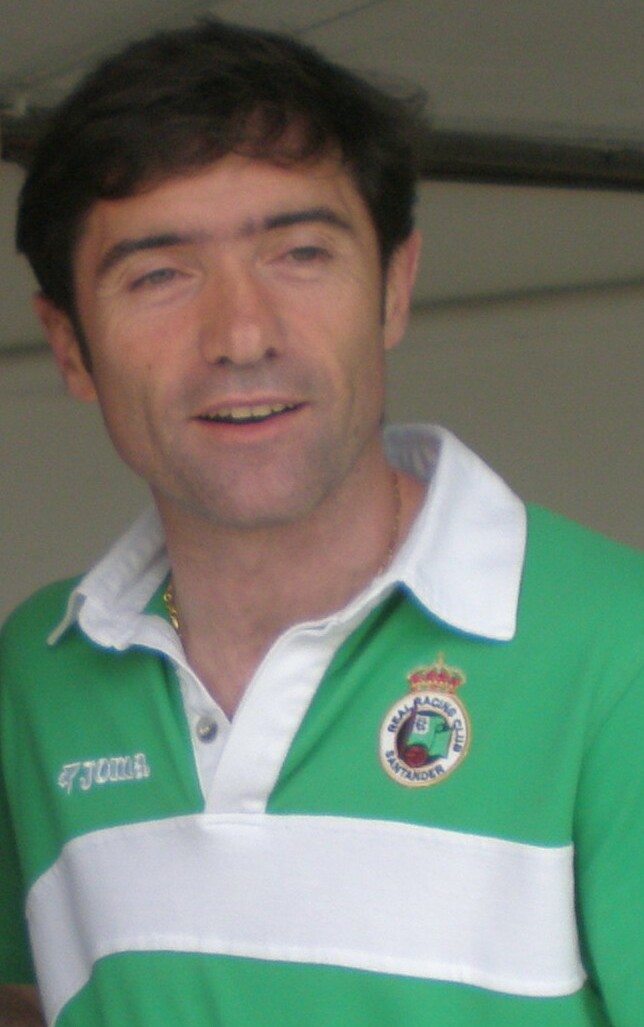
Marcelino García Toral, coach du Racing de Santander.

Le Trophée Miguel Muñoz (en espagnol Trofeo Miguel Muñoz) est un prix décerné annuellement par le journal sportif madrilène Marca au meilleur entraîneur des championnats d'Espagne de football de première et deuxième division.
Le trophée fut créé lors de la saison 2005-2006 et doit son nom à Miguel Muñoz, un des entraîneurs les plus titrés du football espagnol.
Les correspondants de Marca donnent des points aux entraîneurs lors de chaque journée de championnat. L'entraîneur avec le plus de points remporte le trophée à la fin de la saison. 
Depuis 2007, la récompensée est décernée durant les Premios MARCA.

## Palmarès

### Première division
| Saison    | Entraîneur           | Pays      | Club                 | Points |
| --------- | -------------------- | --------- | -------------------- | ------ |
| 2005-2006 | Bernd Schuster       | Allemagne | Getafe CF            | 63     |
| 2006-2007 | Marcelino            | Espagne   | Recreativo de Huelva | 63     |
| 2006-2007 | Juande Ramos         | Espagne   | Séville FC           | 63     |
| 2007-2008 | Manuel Pellegrini    | Chili     | Villarreal CF        | 69     |
| 2008-2009 | Pep Guardiola        | Espagne   | FC Barcelone         | 77     |
| 2009-2010 | Pep Guardiola        | Espagne   | FC Barcelone         | 77     |
| 2010-2011 | José Mourinho        | Portugal  | Real Madrid          | 72     |
| 2011-2012 | José Mourinho        | Portugal  | Real Madrid          | 77     |
| 2012-2013 | Tito Vilanova        | Espagne   | FC Barcelone         | 252    |
| 2013-2014 | Diego Simeone        | Argentine | Atlético de Madrid   | 269,5  |
| 2014-2015 | Carlo Ancelotti      | Italie    | Real Madrid          | 247,5  |
| 2015-2016 | Diego Simeone        | Argentine | Atlético de Madrid   | 243,5  |
| 2016-2017 | Asier Garitano       | Espagne   | CD Leganés           | 67     |
| 2016-2017 | José Luis Mendilibar | Espagne   | SD Eibar             | 67     |
| 2017-2018 | Marcelino            | Espagne   | Valence CF           | 69     |
| 2018-2019 | José Bordalás        | Espagne   | Getafe CF            | 68     |
| 2019-2020 | Zinédine Zidane      | France    | Real Madrid          | 67     |
| 2019-2020 | Julen Lopetegui      | Espagne   | Séville FC           | 67     |
| 2020-2021 | Diego Simeone        | Argentine | Atlético de Madrid   | 72     |
| 2021-2022 | Carlo Ancelotti      | Italie    | Real Madrid          | 69     |
| 2021-2022 | Manuel Pellegrini    | Chili     | Real Betis           | 69     |
| 2022-2023 | Imanol Alguacil      | Espagne   | Real Sociedad        | 67     |
| 2023-2024 | Míchel               | Espagne   | Girona FC            | 76     |
| 2024-2025 | Hansi Flick          | Allemagne | FC Barcelone         | 77     |

### Deuxième division
| Saison    | Entraîneur           | Pays    | Club                | Points |
| --------- | -------------------- | ------- | ------------------- | ------ |
| 2005-2006 | Unai Emery           | Espagne | Lorca Deportiva CF  | 76     |
| 2006-2007 | Unai Emery           | Espagne | UD Almería          | 78     |
| 2007-2008 | Manuel Preciado      | Espagne | Sporting de Gijón   | 77     |
| 2008-2009 | Marcelino            | Espagne | Real Saragosse      | 78     |
| 2009-2010 | Luis García Plaza    | Espagne | Levante UD          | 81     |
| 2010-2011 | José Ramón Sandoval  | Espagne | Rayo Vallecano      | 85     |
| 2011-2012 | Juan Antonio Anquela | Espagne | AD Alcorcón         | 84     |
| 2012-2013 | Fran Escribá         | Espagne | Elche CF            | 293,5  |
| 2013-2014 | Gaizka Garitano      | Espagne | SD Eibar            | 272    |
| 2014-2015 | Abelardo Fernández   | Espagne | Sporting de Gijón   | 287,5  |
| 2015-2016 | Asier Garitano       | Espagne | CD Leganés          | 266,5  |
| 2016-2017 | Juan Muñiz           | Espagne | Levante UD          | 78     |
| 2017-2018 | Rubi                 | Espagne | SD Huesca           | 76     |
| 2018-2019 | Diego Martínez Penas | Espagne | Grenade CF          | 80     |
| 2019-2020 | Míchel               | Espagne | SD Huesca           | 72     |
| 2020-2021 | Luis García Plaza    | Espagne | RCD Majorque        | 71     |
| 2021-2022 | Rubi                 | Espagne | UD Almería          | 75     |
| 2022-2023 | Rubén Albés          | Espagne | Albacete Balompié   | 81     |
| 2023-2024 | Borja Jiménez        | Espagne | CD Leganés          | 77     |
| 2024-2025 | José Alberto         | Espagne | Racing de Santander | 73     |